# Prêt à l'accession sociale
En France, le Prêt à l'Accession Sociale est un prêt subventionné par l'état afin de permettre au plus grand nombre d'accéder à la propriété immobilière. Il est soumis à des conditions sociales : il faut respecter un plafond de ressources selon la situation de l'acquéreur, mais aussi que le projet réponde à certains critères. Il présente l'avantage d'intégrer une sécurisation permettant un abaissement temporaire des mensualités en cas de chômage et de pouvoir se cumuler avec un prêt à taux zéro. Il peut également ouvrir droit à l'Aide personnalisée au logement (APL).
Le PAS finance un logement neuf, la construction d'une maison individuelle, l'achat d'un logement ancien qu'il y ait ou non des travaux ainsi que des travaux à effectuer sous certaines conditions. La résidence doit être la résidence principale de l'emprunteur, du conjoint ou des ascendants et descendants de l'un ou de l'autre.